# Bölömbikaformák
A bölömbikaformák (Botaurinae) a madarak (Aves) osztályának gödényalakúak (Pelecaniformes) rendjébe, ezen belül a gémfélék (Ardeidae) családjába tartozó alcsalád.
Ebbe az alcsaládba 3 madárnem és 14 recens faj tartozik.

## Rendszertani besorolásuk
A gémfélék csontvázának, főleg a koponyájának a korábbi tanulmányozása szerint, ezt a családot két csoportra osztották: a nappali gémekre és az éjjeli gémekre. Azonban az új DNS-vizsgálatok, továbbá a végtagcsontok jobb megfigyelése azt mutatja, hogy a korábbi csoportosítás hibás volt. Az ugyanazon csoportbeli koponyahasonlóság nem egyéb, mint a konvergens evolúció eredménye, azaz több csoportbeli madár is ugyanazt a koponyaalakot vette fel, hogy ugyanolyan élőhelyen ugyanolyan táplálékforráshoz tudjon hozzáférni. Manapság a gémfélék családjában már csak 3 csoportot, alcsaládot fogadnak el: a gémformákat (Ardeinae), a bölömbikaformákat (Botaurinae) és a tigrisgémformákat (Tigrisomatinae). Az új rendszertani besorolás szerint, a negyedik, azaz a bakcsóformák (Nycticoracinae) alcsaládjába tartozó nemeket és fajokat a megmaradt alcsaládokba helyezték át.
A rendszertani átrendezés következtében a tigrisgémformák alcsaládjából áthelyezték ide a monotipikus Zebrilus nemet.

## Rendszerezés
Az alcsaládba 3 nem és 14 faj tartozik
- Botaurus Stephens, 1819 – 4 élő faj és 1 fosszilis faj; típusnem
- Ixobrychus Billberg, 1828 – 9 élő faj és 1 kihalt faj
- Zebrilus Bonaparte, 1855 – 1 faj[4]
  - zebracsíkos gém (Zebrilus undulatus) (Gmelin, 1789)

## Fordítás
- Ez a szócikk részben vagy egészben  a   Heron című angol Wikipédia-szócikk ezen változatának fordításán alapul.  Az eredeti cikk szerkesztőit annak laptörténete sorolja fel. Ez a jelzés csupán a megfogalmazás eredetét és a szerzői jogokat jelzi, nem szolgál a cikkben szereplő információk forrásmegjelöléseként.